# 鶯桃路
鶯桃路是臺灣新北市鶯歌地區往來桃園市桃園區、八德區、龜山區的重要道路，也是鶯歌人口密集的道路之一。南接尖山埔路，西銜接桃園市桃園區的桃鶯路，全線為市道110號的一部份。

## 沿經行政區域
- 新北市
  - 鶯歌區
    - 永昌里
    - 永吉里
    - 鳳祥里
    - 鳳鳴里
    - 鳳吉里

## 車道配置

### 鶯桃路
（由西至南）
- 鶯歌區與八德區區界－永和街：雙向各二車道
- 永和街－尖山埔路：雙向各一車道（原永和街至鶯歌中山高架橋的路段因為捷運三鶯線施工而縮減）

### 鶯桃路二段
- 全線：雙向各二車道

## 沿線設施

### 鶯桃路
（由西至南）
- 新北市立鳳鳴國民中學（永和街33號）
- 中華郵政鶯歌永昌郵局（页面存档备份，存于）（135巷1號）
- 新北市立鶯歌國民中學（尖山埔路108號）

### 鶯桃路二段
- 中華郵政鶯歌鳳鳴郵局（页面存档备份，存于）（60號）